# Diaphorodesmus dorsicornis
Diaphorodesmus dorsicornis är en mångfotingart som först beskrevs av Carl Oscar von Porat 1894.  Diaphorodesmus dorsicornis ingår i släktet Diaphorodesmus och familjen Chelodesmidae. Inga underarter finns listade i Catalogue of Life.